# Dzierzążnia (gmina)
Pour les articles homonymes, voir Dzierzążnia.
Dzierzążnia est une gmina rurale (gmina wiejska) de la powiat de Płońsk, dans la Voïvodie de Mazovie, dans le centre-est de la Pologne.
Son siège administratif (chef-lieu) est le village de Dzierzążnia qui se situe environ 11 kilomètres à l'ouest de Płońsk (capitale de la powiat) et 70 kilomètres au nord-ouest de Varsovie (capitale de la Pologne).
La gmina couvre une superficie de 102,1 km2 pour une population de 3 896 habitants en 2006.

## Histoire
De 1975 à 1998, la gmina est attachée administrativement à la voïvodie de Ciechanów.
Depuis 1999, elle fait partie de la voïvodie de Mazovie.

## Géographie
La gmina inclut les villages et localités de :

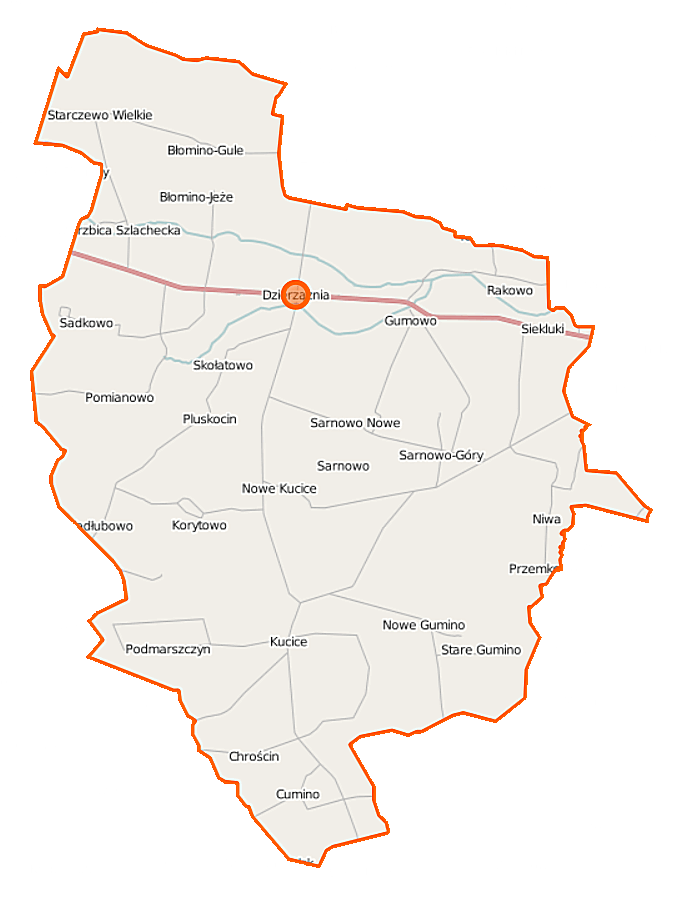
Plan de la gmina

- Błomino Gumowskie
- Błomino-Gule
- Błomino-Jeże
- Chrościn
- Cumino
- Dzierzążnia
- Gumowo
- Kadłubowo
- Korytowo
- Kucice
- Niwa
- Nowa Dzierzążnia
- Nowe Gumino
- Nowe Kucice
- Nowe Sarnowo
- Pluskocin
- Podmarszczyn
- Pomianowo
- Przemkowo
- Rakowo
- Sadkowo
- Sarnowo-Góry
- Siekluki
- Skołatowo
- Starczewo Wielkie
- Starczewo-Pobodze
- Stare Gumino
- Wierzbica Pańska
- Wierzbica Szlachecka
- Wilamowice

### Gminy voisines
La gmina de Dzierzążnia est voisine des gminy suivantes :
- Baboszewo
- Bulkowo
- Naruszewo
- Płońsk
- Staroźreby

## Structure du terrain
D'après les données de 2002, la superficie de la commune de Dzierzążnia est de 102,1 km2, répartis comme tel :
- terres agricoles : 92%
- forêts : 2%

La commune représente 7,38% de la superficie du powiat.

## Démographie
Données du 30 juin 2004 :
| Description        | Total  | Total | Femmes | Femmes | Hommes | Hommes |
| ------------------ | ------ | ----- | ------ | ------ | ------ | ------ |
| Unité              | Nombre | %     | Nombre | %      | Nombre | %      |
| Population         | 3 935  | 100   | 1 927  | 49     | 2 008  | 51     |
| Densité (hab./km²) | 38,5   | 38,5  | 18,9   | 18,9   | 19,7   | 19,7   |